# Günther Huber (Regisseur)
Günther Huber (1951 – Mitte August 2005) war ein österreichischer Dramaturg und Theaterregisseur.

## Leben

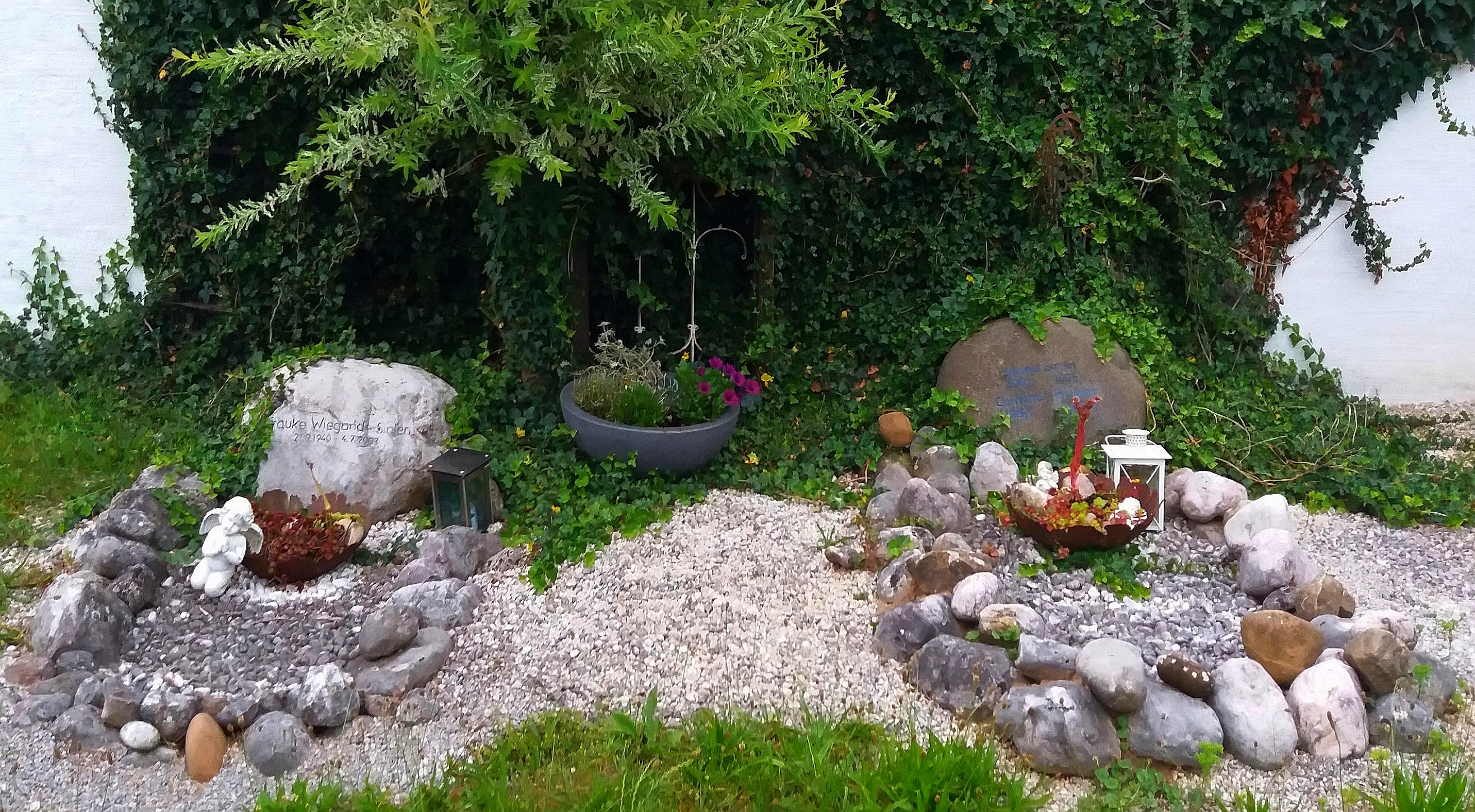
Filialkirche Irrsdorf, Gräber von Frauke Wiegand-Sinjen (links) sowie von Sabine Sinjen und Günther Huber (rechts)

Huber war ab Mitte der 1980er Jahre als Dramaturg und persönlicher Referent des Intendanten Otto Schenk am Theater in der Josefstadt beschäftigt. In den 1990er Jahren ging er ans Stadttheater Aachen und inszenierte dort erfolgreich diverse Theaterstücke. 
Nachdem seine Frau Sabine Sinjen (1942–1995) früh gestorben war, zog er sich immer mehr zurück. Huber starb an den Folgen der Creutzfeldt-Jakob-Krankheit. Er ist neben seiner Frau auf dem Friedhof der Filialkirche Irrsdorf bei Salzburg bestattet.